# Louis Rohan
Louis Rohan, francoski admiral, * 6. april 1732, † 27. julij 1794.